# Introducción del culto de Cibeles en Roma
La Introducción del culto de Cibeles en Roma es una pintura al temple sobre lienzo, de 73,5 cm x 268 cm, de Andrea Mantegna, datado en 1505-1506 y conservado en la National Gallery de Londres. Formaba parte de la misma serie que la Continencia de Escipión de Giovanni Bellini.

## Historia
La pintura fue encargada en 1505 por el cardenal Marco Cornaro para el studiolo de su hermano Francesco, patricio veneciano. El tema se eligió para celebrar la gens Cornelia, de la cual los Cornaro se decían descendientes: el mismo cardenal firma como "Marcus Cardinalis Cornelius" en la carta en la cual pedía a Francisco II Gonzaga recurrir a su pintor de cámara.

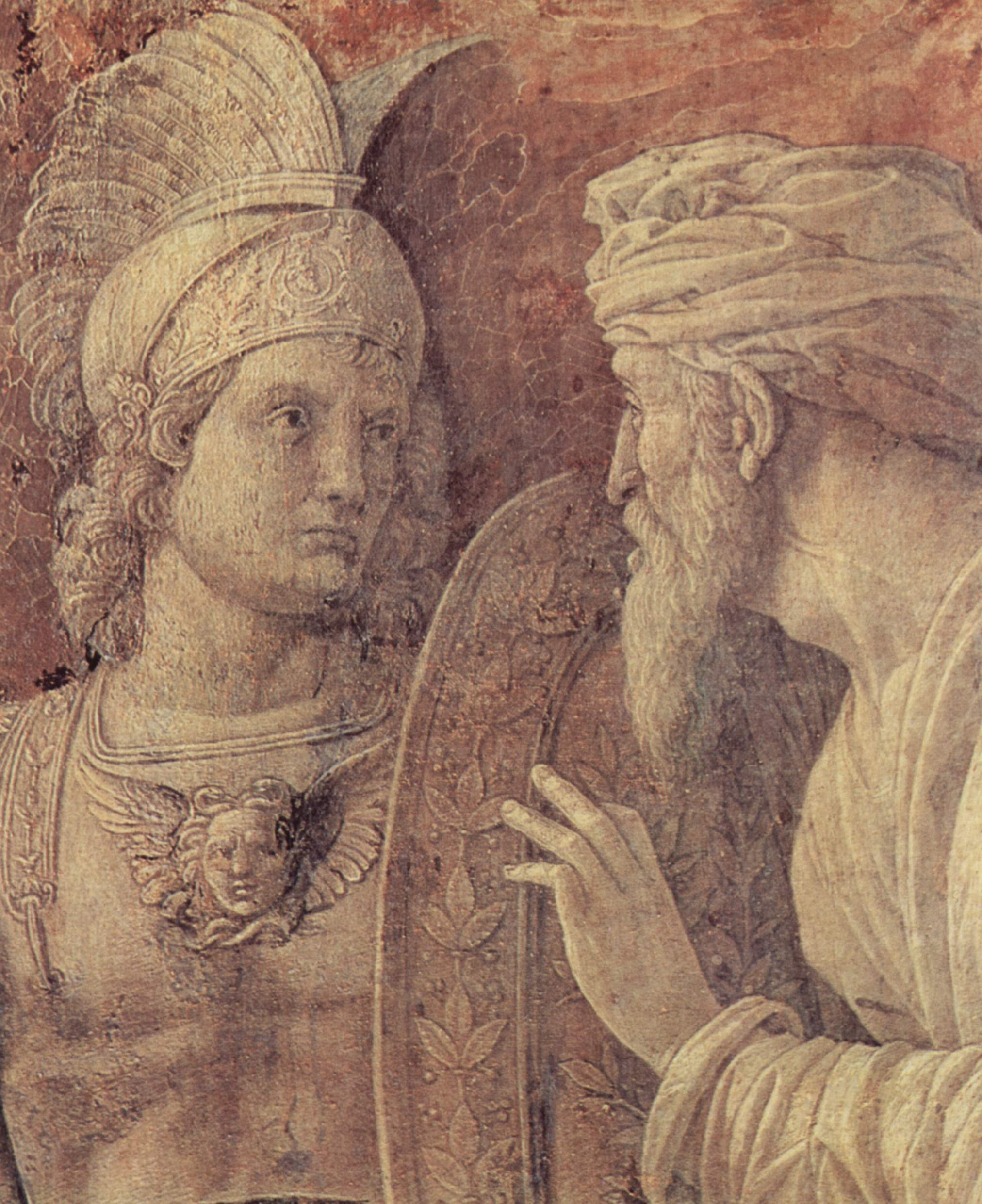
Detalle.

La producción de Mantegna a partir de 1495 presenta numerosas obras monócromas, imitando con perfecto ilusionismo a la escultura contemporánea y eran muy apreciadas en la corte de Mantua, sobre todo, al parecer, por Isabel de Este.
En 1505 una carta de Pietro Bembo a Isabel informa de desacuerdos sobre el pago entre artista y comprador, a causa de los cuales la obra había sido entregada a Cornaro, pero llegó a la familia sólo en un momento posterior. A la muerte del artista (1506), se encontraba todavía en su taller, signo de que la disputa no había sido solucionada y el ciclo interrumpido. La obra de hecho es citada en el inventario del taller de Mantegna tras su muerte, y está indicada como "principiata", es decir iniciada y no finalizada. No se sabe quién se ocupó de terminarla, lo mismo Francesco, hijo de Andrea Mantegna, u otro pintor, quizás Giovanni Bellini que ejecutó también el pendant para el studiolo de la Continencia de Escipión (Washington, National Gallery of Art), mientras otros dos lienzos previstos nunca se pintaron. Como otras obras ubicadas en su taller después de la muerte del maestro, también el largo lienzo fue adquirido por el cardenal Sigismondo Gonzaga, que lo entregó en 1507 al legítimo comprador, Francesco Cornaro.

## Descripción y estilo
El lienzo se basa en un episodio de la segunda guerra púnica. Publio Cornelio Escipión, conocido como Escipión el Africano, vencedor de Aníbal en África, tras una consulta a los libros sibilinos, decidió traer el simulacro de la diosa Cibeles, madre de los dioses, del monte Ida, cerca de Pérgamo, a Roma. El Senado envió entonces a su primo Escipión Nasica, considerado el romano más digno, según lo solicitado por el Oráculo de Delfos, a acoger el simulacro divino, pero el barco que lo transportaba encalló en las aguas poco profundas del Tíber. Para liberarlo intervino la vestal Claudia Quinta, que demostró así con el acontecimiento prodigioso (una ordalía) también la propia virginidad. El episodio completo se narra en diversas fuentes antiguas, entre las cuales Tito Livio, Ovidio y Apiano.
Como otras muchas obras suyas, la obra de Mantegna se inspira en la composición de los bajorrelieves sobre los sarcófagos romanos, recreada imitando figuras de mármol blanco sobre un fondo que reproduce dos losas de mármol veteado polícromo. Las andas con el simulacro de Cibeles aparecen en su llegada a Roma, recibidas por la ciudadanía. A la izquierda se ven dos tumbas en forma de pirámide truncada con inscripciones sobre la cima que recuerdan a los hermanos Cneo Cornelio Escipión y Publio Cornelio Escipión, padres respectivamente de Escipión Nasica y de Escipión el Africano. 

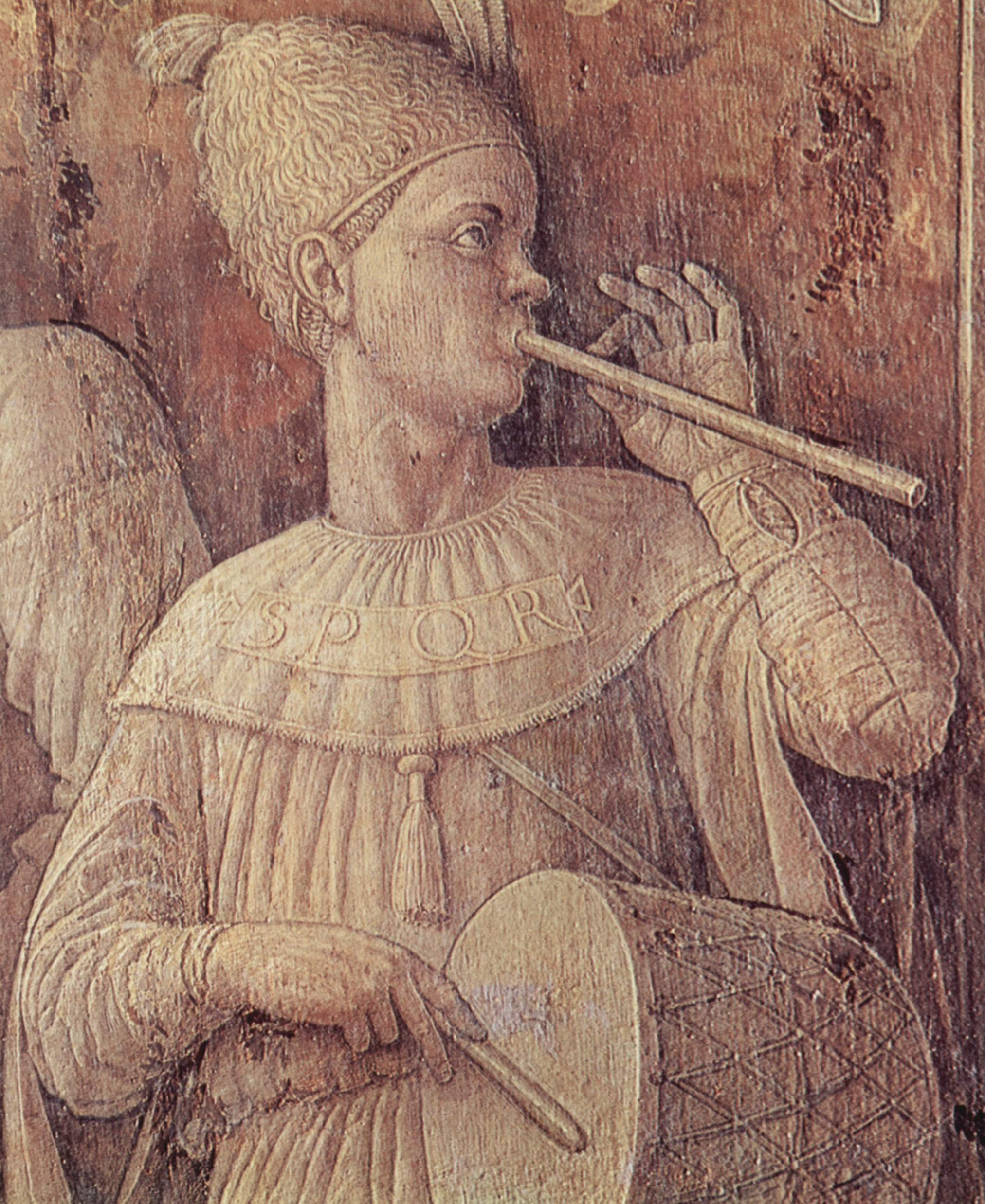
Detalle.

Las andas son portadas por cuatro servidores vestidos con atuendos exóticos para sugerir su procedencia oriental: los de delante son moros con turbante, los de detrás son barbudos y llevan un sombrero que recuerda una tiara. Uno de ellos sostiene en la mano una rama de laurel, usado en las procesiones triunfales, al igual que el joven asistente que viaja sobre las andas junto al busto de la diosa. El busto de Cibeles tiene la cabeza ceñida con la corona torreada y viaja sobre una preciosa alfombra, dibujada con un motivo que imita el relieve con gran virtuosismo. Ante la estatua se encuentra una esfera, símbolo de universalidad, y detrás de ella una antorcha ritual.
Ante el simulacro un grupo de dignatarios señala a un muchacho en el acto de arrodillarse, representado con una iluminación más incisiva que lo hace resaltar: se trata de hecho del protagonista de la escena, Escipión Nasica, cuyas palabras de hospitalidad hacia la divinidad originaria de Frigia se muestran debajo de él sobre el basamento gris. El senador que lo señala es probablemente el Africano, que habla con un hombre rechoncho, quizás el cónsul Licinio Craso, su colega en el consulado.
A la derecha una escalera simula el punto de llegada del cortejo, un templo donde la diosa encontrará hogar y del cual está saliendo un trompetero, mientras un pastor con sombrero de estilo frigio está tocando la flauta y el tambor.